# Evangelisch-reformierte Kirche Göttingen

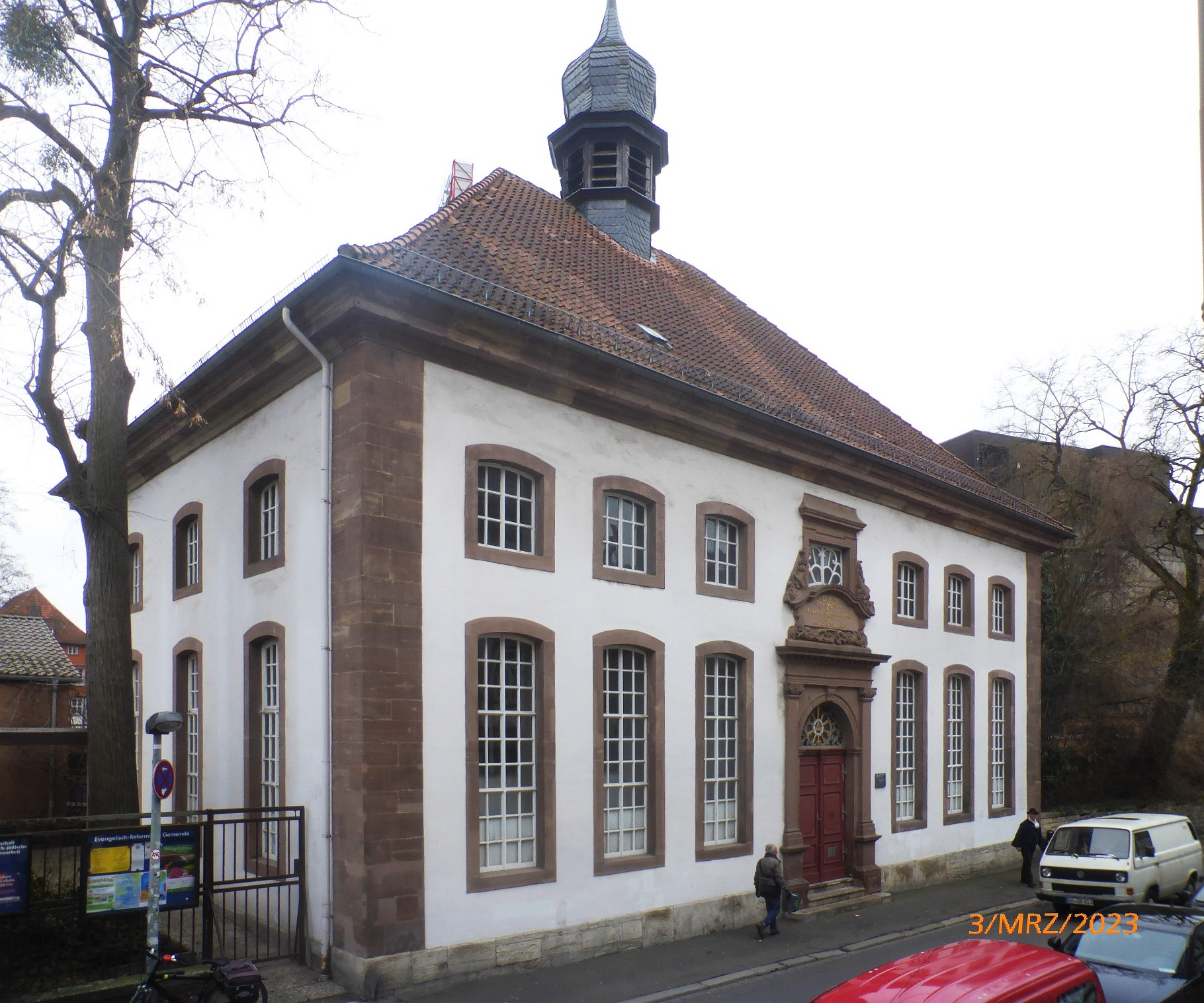
Straßenfassade (2023)

Die Evangelisch-reformierte Kirche Göttingen ist das Gotteshaus der seit dem 18. Jahrhundert bestehenden, derzeit rund 2.000 Mitglieder umfassenden evangelisch-reformierten Gemeinde der Stadt Göttingen in Niedersachsen. Ihre Adresse ist Untere Karspüle 10A im Norden der Göttinger Altstadt, im ehemaligen Reichhelmschen Garten.

## Baugeschichte und Architektur

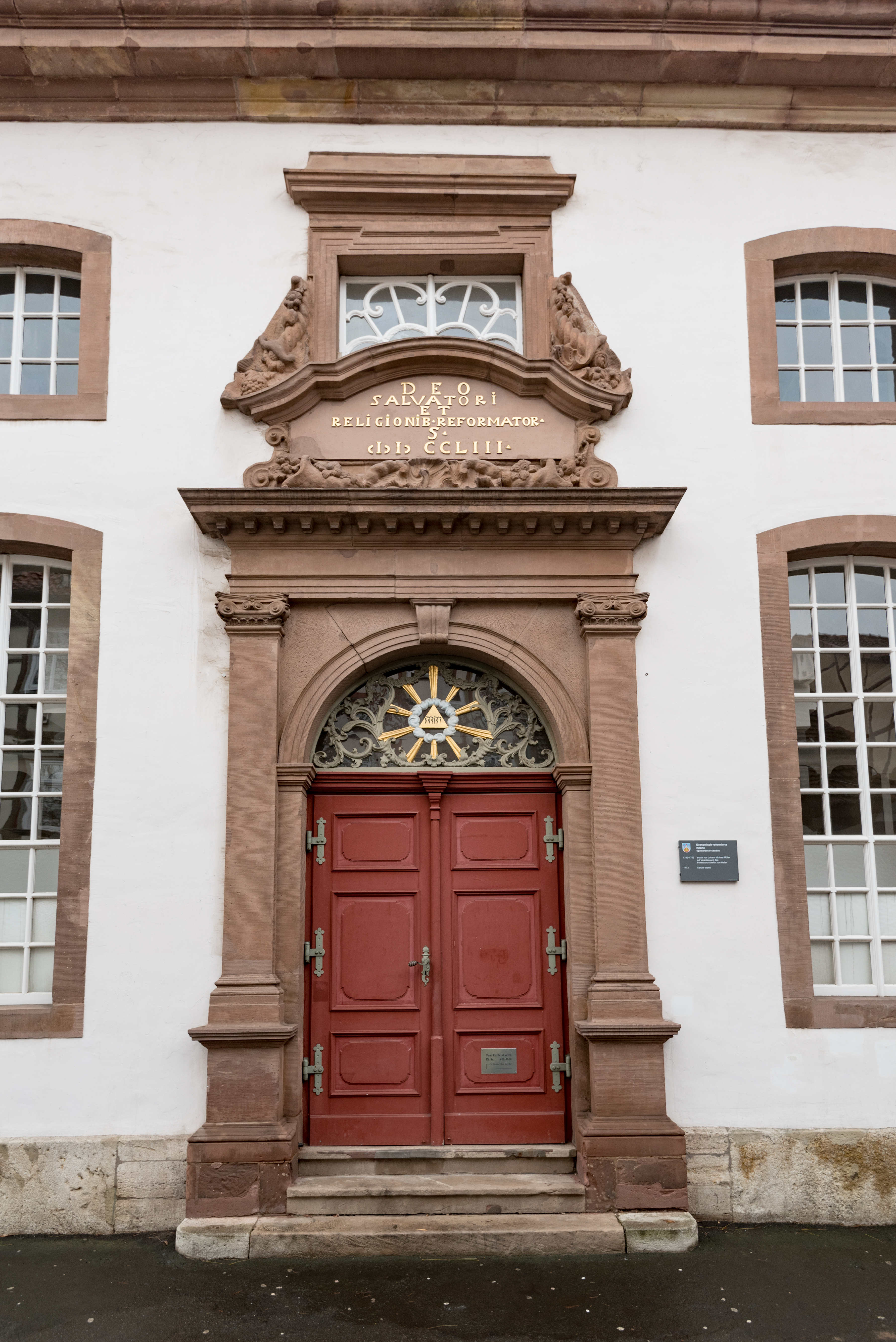
Eingangsportal (2018)

Die Pläne zu dem Gebäude stammten von Universitätsbaumeister Johann Michael Müller, dessen architektonisches Hauptwerk der Kirchenbau ist. Die Grundsteinlegung erfolgte am 10. Mai 1752; das Richtfest am 2. November desselben Jahres. Rund ein Jahr später am 11. November 1753 wurde der erste Gottesdienst in der Kirche gefeiert. Das Jahr der Fertigstellung „MDCCLIII“ (1753) ist auch angezeigt unter dem lateinischen Widmungsspruch über dem Haupteingang, der lautet: „Deo Salvatori et Religionib. Reformator. S. MD CCLIII“ (Gott, dem Erlöser und den Religionen der Reformatoren geweiht 1753).
In seiner Form folgt das spätbarocke Gebäude dem Typ des temple, wie die französischen Hugenottenkirchen genannt werden. Es handelt sich um einen kubischen Saalbau als Querkirche von 20 Metern Breite, 13,50 Metern Tiefe und 16 Metern Firsthöhe. Die Putzfassaden werden von kräftigen Kantenlisenen aus Sandtseinquadern eingefasst. Ihe Die Achsen der Segmentbogenfenster sind zweiteilig und deuten durch die niedrigeren Oberfenster an, dass im Innern eine umlaufende Empore geplant war. Hauptzierde der Straßenfassade ist die Mittelachse mit dem pilastergerahmten Haupteingang, davor einer Freitreppe und darüber dem Schriftfeld mit Widmungsspruch und einem Schmuckoberlicht. An der südwestlichen Rückseite des Gebäudes fasst ein kleiner, rechteckiger Anbau das Treppenhaus zur Kanzel, die ehemalige Sakristei und zwei Obergeschosslogen. Auf dem Walmdach erhebt sich ein Dachreiter mit Welscher Haube als Glockenturm, dessen Glocke allerdings erst ab 1808 geläutet werden durfte.

## Innenausstattung
Die Innenraumgestaltung spiegelt die reformierte Theologie vielfach wider, die insbesondere das biblische Bilderverbot „Du sollst Dir kein Bild machen …“ (2 Mos 20,4 ) strikt beachtet und daher die Kirche lediglich als Ort der Predigt und Versammlung, nicht aber als „heiligen Ort“ betrachtet und auch dem Pastor keine besondere Stellung gegenüber den anderen Gläubigen einräumt. Entsprechend ist der aus der Erbauungszeit erhaltene und hauptsächlich in Weiß gehaltene Innenraum mit rund 204 Quadratmetern Fläche und acht Metern Höhe typisch bilderlos gestaltet; es gibt weder Kreuz noch Heiligenbilder. 
Gegenüber der Eingangswand dominiert die über einem einfachen Tischaltar aus der Wand hervortretende und von korinthischen Säulen und Pilastern gerahmte Kanzel den Raum. Auf ihrem Schalldeckel ruht denkmalhaft erhoben auf einem Sockel und Kissen die aufgerichtete Bibel mit der Aufschrift „Evangelium“. Gegenüber der Kanzel befindet sich etwas höher angeordnet die Orgel inmitten der ehemaligen Fürstenloge. Den Haupteindruck des Kircheninnern aber bestimmt der weite und lichte, stützenfreie Gemeinderaum, der innerhalb des Rechtecksaals als zentrales Oktogon organisiert ist: Auf achteckigem Grundriss steigen fünf Sitzbankreihen und eine umlaufende Priechengalerie so auf, dass sich die Gemeindeglieder alle miteinander sehen können. Der einbeschriebene Zentralbaugedanke wird oben im stuckierten Spiegelgewölbe durch ein eingesetztes, achteckiges Klostergewölbe betont. 

## Geschichte der Gemeinde
Bereits 1529 war die Stadt Göttingen im Kurfürstentum Braunschweig-Lüneburg lutherisch geworden. Mit dem Zustrom hugenottischer Glaubensflüchtlinge aus Frankreich diversifizierte sich jedoch der Protestantismus in der Region, und im Zuge dessen entstanden auch erste reformierte Gemeinden in den lutherisch geprägten deutschen Ländern. Nachdem in Göttingen zunächst die Zusammenkunft der Reformierten nur in Privathäusern geduldet worden war, entstand kurz nach der Universitätsgründung 1748 auf Betreiben des Schweizers Albrecht von Haller, der damals als Professor für Medizin tätig war, die evangelisch-reformierte Gemeinde.

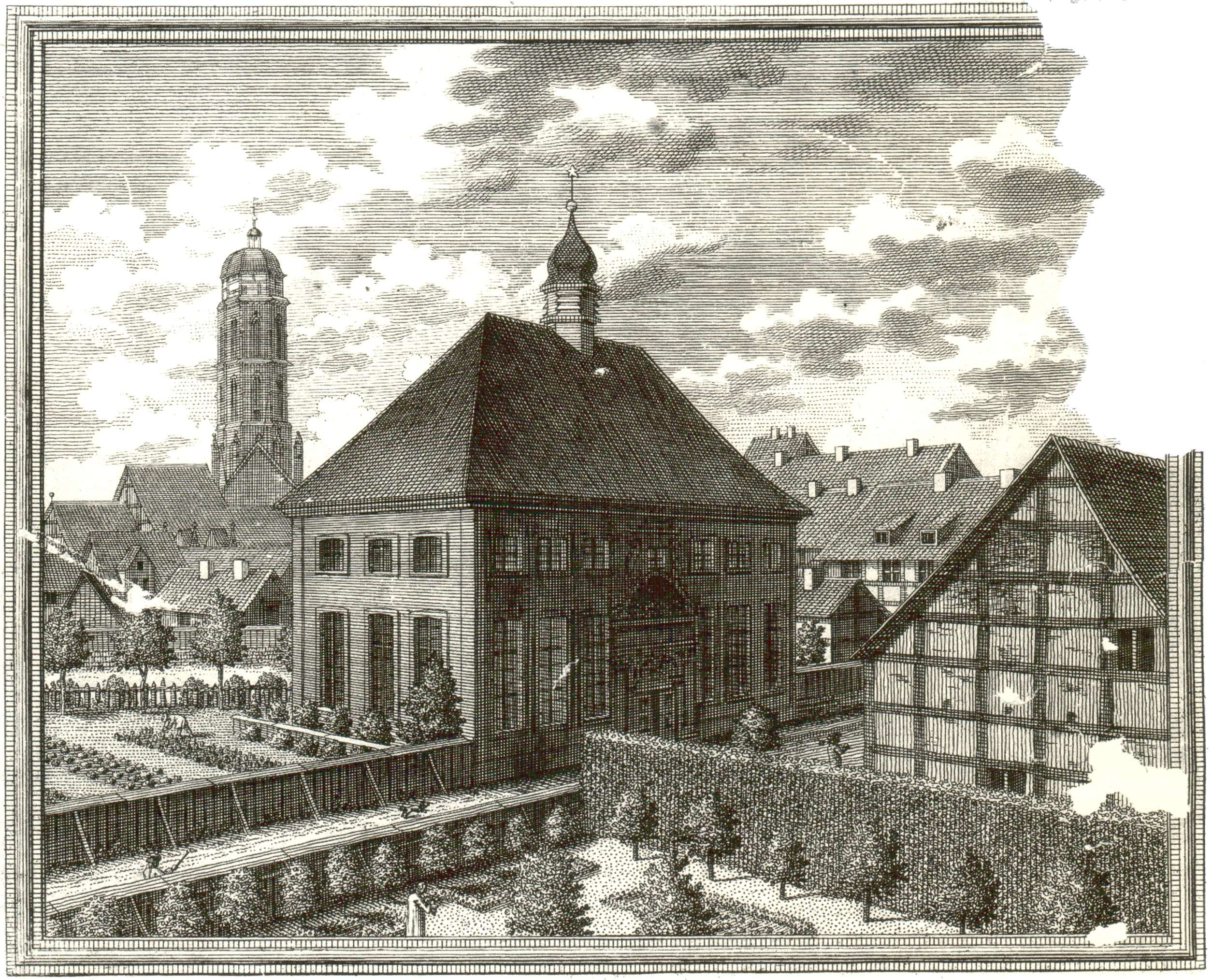
Ansicht von Nordwesten (Kupferstich aus der Zeit kurz nach der Fertigstellung der Kirche von 1753)

1752 zählte die Gründungsgemeinde 77 Gemeindeglieder. 1853, hundert Jahre nach der Einweihung der Kirche zählte die Gemeinde 138 Haushalte. 1902 wurde als Zahl der „ortsanwesenden Reformirten“ 2.023 angegeben. Mit Stand Mai 2023 meldete die Gemeinde 2.100 Mitglieder, die im ganzen Stadtgebiet wohnen.
Aktuell (Juli 2025) ist Michael Ebener Pastor der Kirchengemeinde.
1928 zählte die Gemeinde zu den Gründungsmitgliedern des Bundes Evangelisch-reformierter Kirchen Deutschlands, blieb aber weiterhin selbstständig. In einer Urabstimmung entschied sich die Gemeinde 2011 dafür, der Evangelisch-reformierten Kirche beizutreten. Die vollständige Zugehörigkeit zur Landeskirche mit Sitz in Leer (Ostfriesland) wurde am 1. Januar 2013 wirksam.
In der Zeit des Nationalsozialismus ließ die Gemeinde über der Kirchentür den biblischen Gottesnamen „Jahwe“, der in hebräischen Buchstaben im Dreieck zu lesen war, überstreichen, um eine Verwechslung mit der nahegelegenen Göttinger Synagoge zu vermeiden. Straßenfront und Dach wurden während des Zweiten Weltkriegs durch eine Luftmine schwer beschädigt. Der „Jahwe“-Schriftzug ist danach rekonstruiert worden.

## Orgel
Die heutige Orgel ist das vierte Instrument der Kirche. Das Werk von Paul Ott aus dem Jahr 1969 besitzt 15 Register auf zwei Manualen und Pedal.

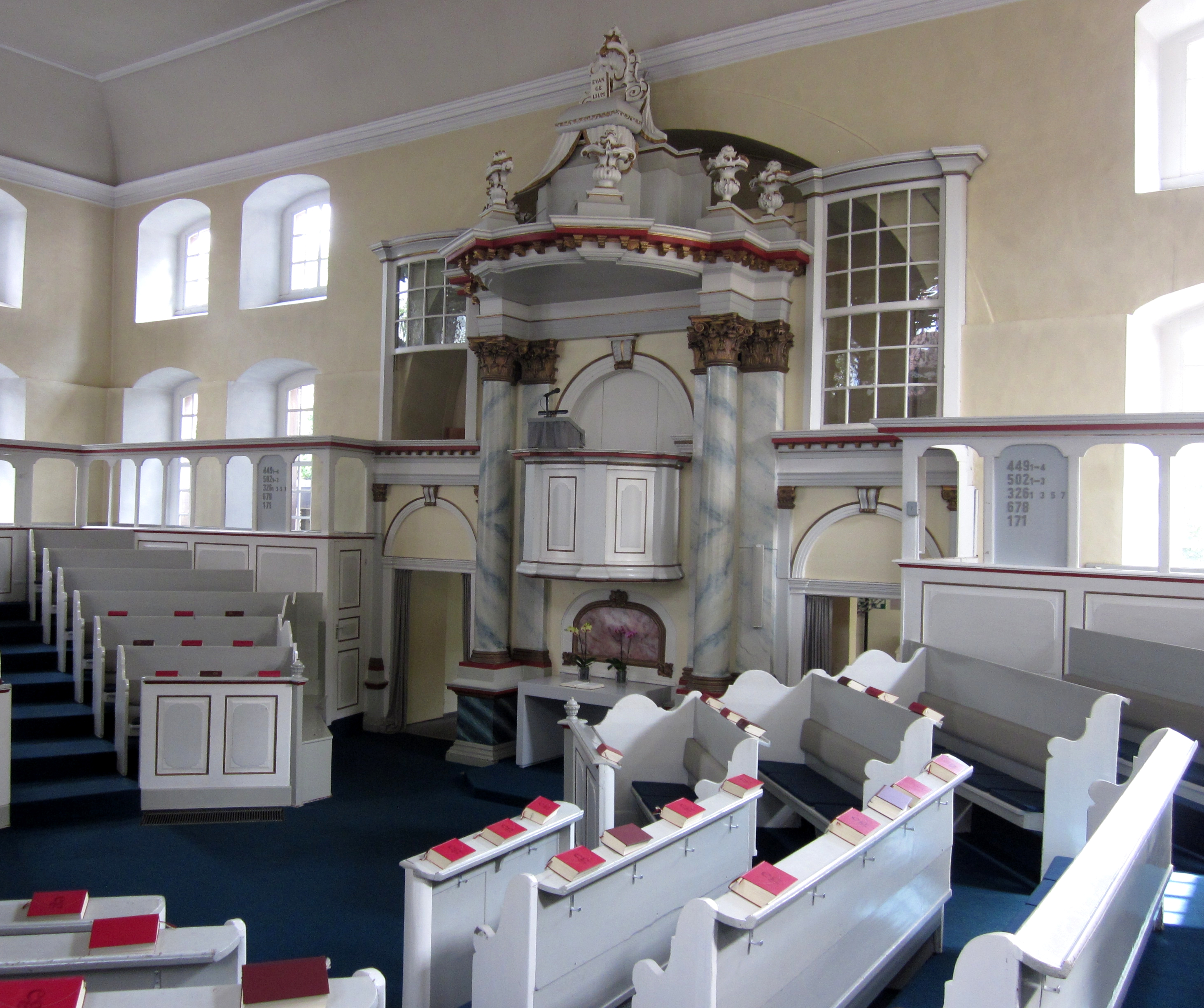
Innenraum (2014)

Johann Tobias und Johann Justus Hansen stellten 1767 eine Orgel fertig, die über 14 Register auf einem Manual und Pedal verfügte. Sie tat bis 1859 ihren Dienst und wurde dann ersetzt. Zunächst schlug Carl Giesecke einen Neubau vor, der aber nicht zur Ausführung kam. Stattdessen erwarb die Gemeinde eine gebrauchte Orgel aus Stöckheim (Northeim), die 1816–1817 von Johann Dietrich Kuhlmann gebaut worden war. Giesecke überführte sie 1860 nach Göttingen und disponiert sie um. 1913/1914 schufen Furtwängler & Hammer ein weitgehend neues Innenwerk mit zusätzlichem Brustwerk und insgesamt 14 Registern auf pneumatischen Windladen. Dabei wurde teils altes Pfeifenwerk übernommen. Das Gehäuse von 1817 wurde um seitliche Anbauten erweitert, die durch Vorhänge verdeckt waren. Paul Ott reparierte das Instrument und nahm klangliche Änderungen vor. 1958 legte Ott Pläne für einen Neubau vor, die 1969/1970 in abgewandelter Form ausgeführt wurden. Der obere Teil des Prospekts in nochmals veränderter Form und ein Register von 1817 sind erhalten. Das Gehäuse wurde bis zur Decke angehoben, die bekrönenden hölzernen Vasen wurden entfernt und oberhalb des Pfeifenflachfelds ein zweites Feld mit Blindpfeifen angebracht, um dem Ideal des „Hamburger Prospekts“ näherzukommen. Der Orgelbauer Ingo Kötter führte 1997 eine Renovierung durch, erhöhte den Winddruck und nahm eine Neuintonation vor. Die Disposition lautet wie folgt:

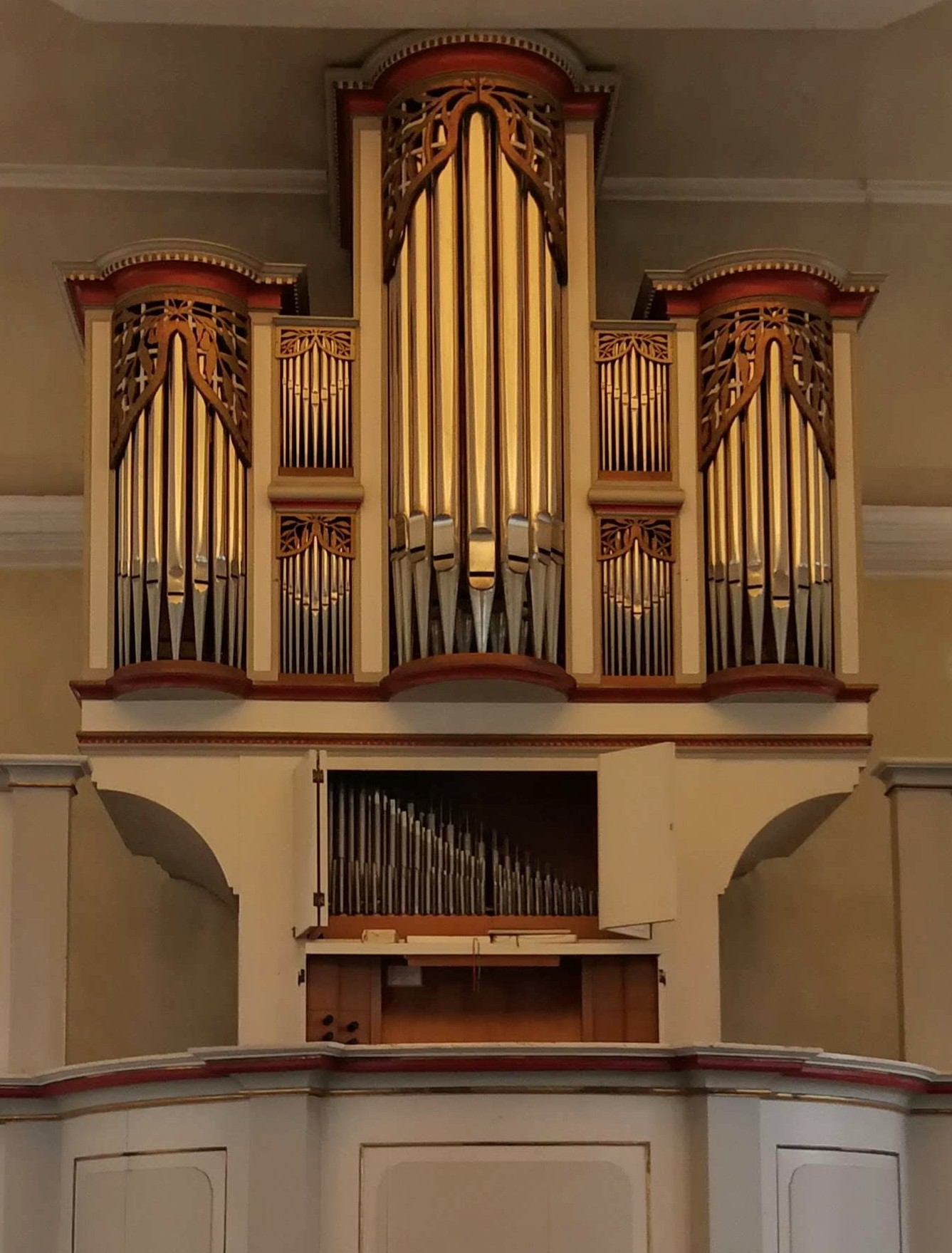
Ott-Orgel von 1969

| I Hauptwerk C–f3 |    |
| Prinzipal        | 8′ |
| Holzflöte        | 8′ |
| Oktave           | 4′ |
| Gemshorn         | 2′ |
| Mixtur III–V     |    |

| II Brustwerk C–f3 |      |
| Gedackt           | 8′   |
| Rohrflöte         | 4′   |
| Prinzipal         | 2′   |
| Zimbel I          | 2⁄3′ |
| Musette           | 8′   |
| Tremulant         |      |

| Pedal C–f1      |          |
| Subbass         | 16′      |
| Oktavbass       | 8′       |
| Quintadena      | 4′       |
| Rauschpfeife II | 1 ⁄3′+2′ |
| Trompete        | 8′       |

- Koppeln: II/I, I/P, II/P